# Zdzisław Czoska
Zdzisław Czoska (ur. 19 czerwca 1945 w Sopocie) – polski piłkarz ręczny, następnie trener, mistrz Polski jako zawodnik (1966) i trener (1984, 1985, 1986, 1987) z Wybrzeżem Gdańsk.

## Życiorys
W 1965 ukończył technikum komunikacyjne w Gdańsku.
Od 1960 trenował piłkę ręczną w Wybrzeżu Gdańsk, jego trenerami byli m.in. Leon Wallerand i Jan Wadych. Z gdańskim klubem zdobył wśród juniorów mistrzostwo Polski w 1963, wicemistrzostwo Polski w 1964, wśród seniorów mistrzostwo Polski w 1966, wicemistrzostwo Polski w 1967 i 1968, brązowy medal mistrzostw Polski w 1965 i 1969. W latach 1965–1967 wystąpił 9 razy w reprezentacji Polski seniorów, zdobywając 6 bramek, w tym w 1965 zagrał w 3 spotkaniach zwycięskiej dla Polski pierwszej edycji Pucharu Bałtyku, a pozostałej 6 spotkań rozegrał jesienią 1967. W 1967 zdobył z drużyną srebrny medal Światowych Igrzysk Młodzieży (nieoficjalnych mistrzostw świata). Zakończył karierę zawodniczą w 1972. W latach 1968–1973 pracował w Milicji Obywatelskiej, w latach 1974-1975 w gospodarstwie rolnym, następnie krótko w Przedsiębiorstwie Spedycji Krajowej (1975), w latach 1975-1977 w Wojewódzkiej Federacji Sportu w Gdańsku.
Od 1977 pracował w macierzystym klubie jako kierownik sekcji piłki ręcznej i kierownik szkolenia. W 1983 został trenerem drużyny seniorskiej i poprowadził ją do tytułu wicemistrza w 1983 i czterech kolejnych tytułów mistrzowskich (19984, 1985, 1986, 1987). Dwukrotnie (1986, 1987) jego zespół zagrał też w finale Pucharu Europy Mistrzów Krajowych (w obu przypadkach przegrał). W latach 1988–1992 pracował we wschodnioniemieckim zespole Dessauer SC. W latach 1992–1994 ponownie był trenerem Wybrzeża Gdańsk, zajmując z nim odpowiednio 5. i 6 miejsce w I lidze. W kolejnych latach prowadził jeszcze m.in. żeńskie drużyny Styroplastu Startu Gdańsk i w latach 2002-2006 Start Elbląg, w I połowie 2007 męski zespół Vetrex Sokół Kościerzyna, w sezonie 2007/2008 męski zespół Travelandu Olsztyn.
Ukończył zaocznie studia w Akademii Wychowania Fizycznego i Sportu w Gdańsku.
W 1996 otrzymał Diamentową Odznakę Związku Piłki Ręcznej w Polsce.
Mistrzem Polski w piłce ręcznej był także jego syn, Artur Czoska, natomiast jego wnuk, Nikodem Czoska jest koszykarzem. 